# Игнатьев, Николай Георгиевич
Николай Георгиевич Игнатьев (22 июля 1955, Москва — 15 июня 2004, Лондон) — фотограф, один из ведущих фотожурналистов мира.

## Биография
Николай Георгиевич Игнатьев родился в Москве в 1955 году в семье интеллигентов — Киры Драгомировны (р. 05.08.1929) и Георгия Николаевича (р. 21.05.1928). Учился на экономиста. В 1980-е служил в Советской Армии в Афганистане (переводчик с фарси).
После службы в армии, параллельно с работой переводчика, начинает серьёзно заниматься фотографией. Своим учителем считал Георгия Пинхасова. В 1988 году журнал «Life» публикует серию фотографий Н. Игнатьева, посвящённую Тысячелетию Русской Православной церкви.
В 1987 году женится на английской журналистке Джулиет Батлер и переезжает в Лондон, где начинает сотрудничать с фото-агентством «Network». В семье трое детей — Анна (род. 24.04.1991), Александра (род. 30.04.1988) и Тимофей (род. 20.07.1994).
Работал для журналов: «New York Times», «The Observer», «American Express Magazine» и «Time», «Fortune», «Forbes», «Geo», «Stern», «Vogue», «Elle» и «The Sunday Times Magazine».
Сотрудничал с фестивалем ИнтерФото (Москва).
Был членом жюри самого престижного мирового конкурса пресс-фотографии «World Press Photo».
По не известным причинам организм поразил страшный недуг саркомы. После безуспешного лечения скончался в лондонской больнице 15 июня 2004 года. Перед смертью, по личной просьбе, был крещен в Православие греческим священником. Похоронен на Ваганьковском кладбище.
Он страстно хотел быть фотографом. Большой любитель всего красивого и совершенного, аккуратный от природы, он пробует снимать студийной камерой классические портреты. Но время не располагало к неспешности и эстетству, накатывались грандиозные события. Начинался необратимый процесс распада СССР, и Николая затягивает в репортажную фотографию. Работа свободного репортера в те времена была совсем не простой. Режим чувствовал документальной силу фотографии и пресекал попытки несанкционированного доступа к действительности. Это превращало обыкновенный правдивый фоторепортаж в активный протест тоталитаризму. Ведь тогда говорить правду — значило воевать с режимом. Скромному и интеллигентному Николаю не легко давались репортерские съемки. Напористость и наглость, присущие советским фотографам были ему чужды. Его вежливую улыбку и мягкий голос люди часто принимали за слабость и неуверенность. Но скрытое за кажущейся мягкостью упорство его было велико.Виктор Грицюк, 2004

## Персональная выставка
- «Русский взгляд Николая Игнатьева», Фотоцентр, Москва, 2005
- «Цвет и форма», «Галерея Photographer.ru», Куратор В.Щеколдин. Москва 2009

## Пресса
- Альвина Харченко «Фотограф на экспорт „Русский взгляд Николая Игнатьева“ в Фотоцентре», Газета «Коммерсантъ» № 133, 2005
- Анна Толстова «Россия глазами этнографа», Газета «Коммерсантъ» № 144, 2009